# Kanton Malmedy
Kanton Malmedy er en valgkanton (tysk: Wahlkanton, fransk: Canton électoral, hollandsk: Kieskanton) i den østlige del af Belgien (i provinsen Liège i Vallonien). Kantonen består af to kommuner.
Den nordøstlige del af kantonen ligger i Naturpark Hohes Venn-Eifel. Her har den østligste kommune en kort grænse til Tyskland. Fra 1815 til 1919 var kantonen en del af Rhinprovinsen i Kongeriget Preussen. Efter 1. verdenskrig blev området en del af Belgien.

## Sprog
Flertallet af indbyggerne i kantonen er fransktalende, mens mindretallet taler tysk. Begge sprog er anerkendte officielt.

## Malmédy-massakren
Den 17. december 1944 forsøgte Waffen-SS at nedskyde en gruppe afvæbnede amerikanske soldater, der kort tid forinden havde overgivet sig. Mindst 82 amerikanere blev skudt, mens det lykkedes de overlevende at flygte ind i en skov.
50°26′N 6°05′Ø / 50.43°N 6.08°Ø